# Santuario della Madonna della Riva
Sul lungolago di Angera, a chiudere la piazza Garibaldi di fronte al porto austriaco, si erge il santuario della Madonna della Riva, costruito in seguito al miracolo avvenuto, secondo la tradizione, il 27 giugno 1657 e divenuto centro della devozione mariana.

## Storia
Sul luogo un tempo c'era una semplice capitello votivo campestre addossata al muretto di casa Berna, con l'immagine di una Madonna che allatta il Bambino Gesù, affresco del 1443.
(Dal Registro dei battesimi, morti, matrimoni e cresime 1678-1704, annotato dal prevosto Aicardo e dal coadiutore Gatto).
Dopo il miracolo si pensò di inglobare l'opera in un monumentale santuario. Il progetto originario del santuario, opera dell'architetto milanese Gerolamo Quadrio, prevedeva un ampio edificio con aula centrale in forma ottagonale allungata, con colonnati e portici attorno alla facciata, due torri campanarie all'innesto dei colonnati e due grandi sacrestie ai fianchi del presbiterio. Se completato come da progetto, la sua facciata sarebbe arrivata a oltre la metà dell'attuale porto delle barche.
Posta la prima pietra il 10 agosto 1662, si poté costruire solo il coro e il presbiterio. La mancanza di fondi e altre difficoltà sorte durante la costruzione impedirono la realizzazione completa del progetto per cui il santuario è rimasto un'opera incompiuta, come appare chiaramente dal suo aspetto esterno.
Nel 1753, sul lato posteriore del tetto, fu costruito un piccolo campanile, e nel 1943 la facciata, che era diventata pericolante, fu rafforzata con un apparato murario di stile moderno, opera dell'architetto Rino Ferrini di Angera.

## Descrizione
Fra le opere d'arte conservate all'interno, si trovano ante del vecchio organo della Prepositurale di S. Maria Assunta raffiguranti San Carlo visita le Tre Valli, attribuita al Genovesino, circa 1620.
Sulla parete destra vi sono cinque tele: l'Ascensione e l'Assunzione attribuite a Isidoro Bianchi; una Madonna col Bambino e Santi; una Natività e una Adorazione dei Magi di autore ignoto, riconducibili alle scuole seicentesche lombarde.
Sull'altare maggiore è la venerata immagine della Madonna col Bambino, staccata dal muro originario incorniciata da una grande tela raffigurante la gloria degli Angeli, opera seicentesca. Sul retro dell'altare vi è una Crocifissione.

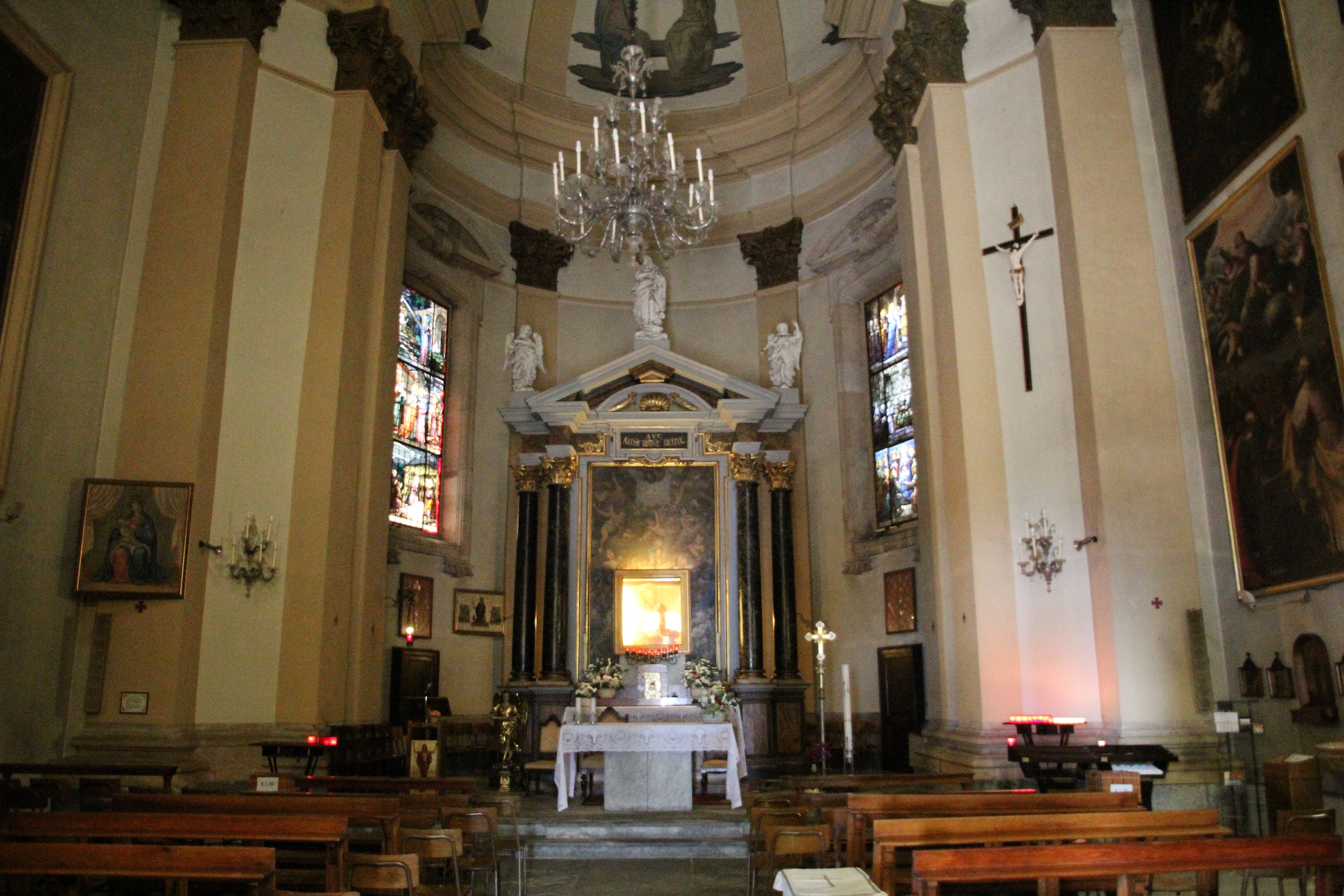
Interno